# Dilophonotini
Dilophonotini este un trib care conține specii de molii din familia Sphingidae.

## Taxonomie

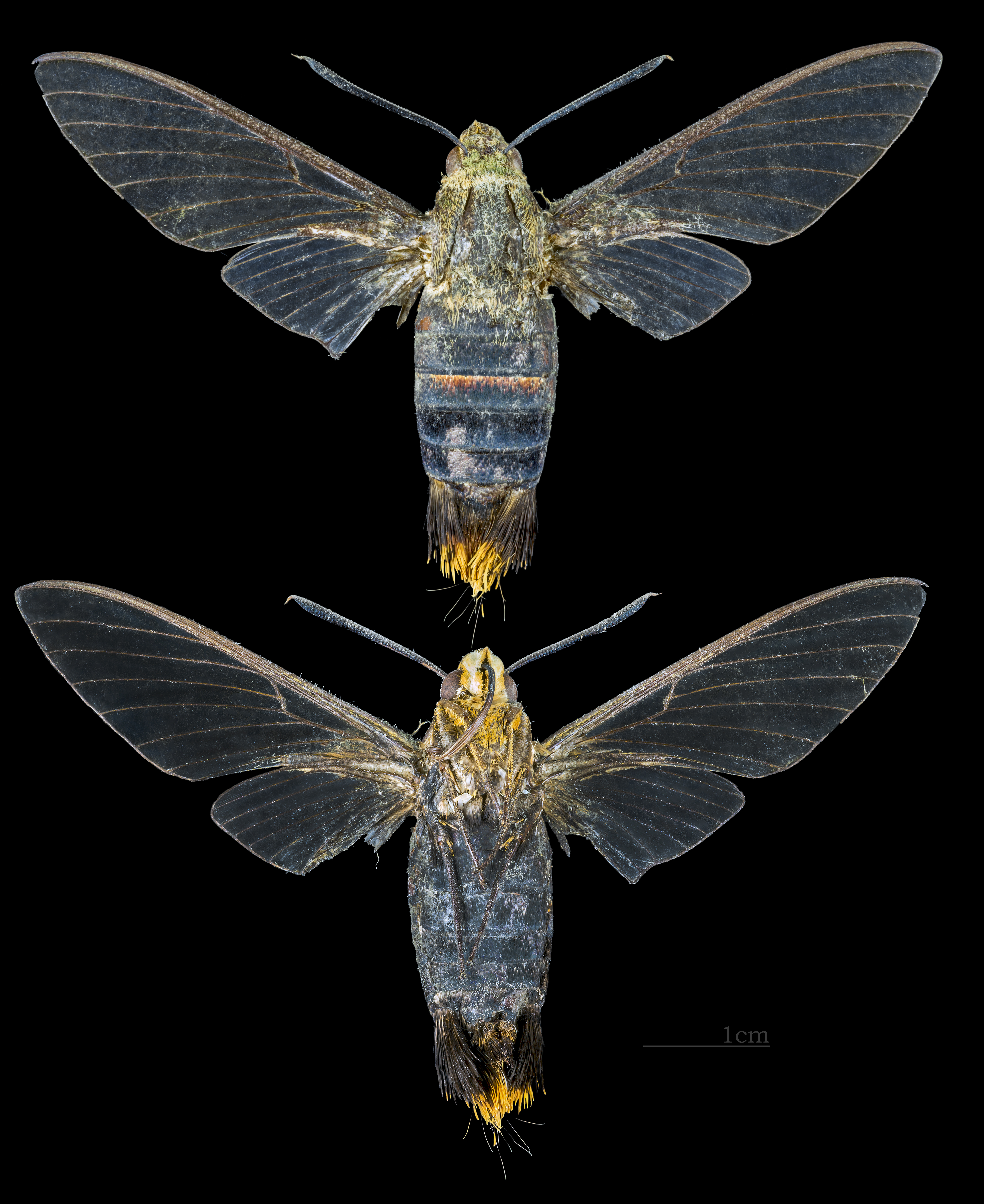
Cephonodes
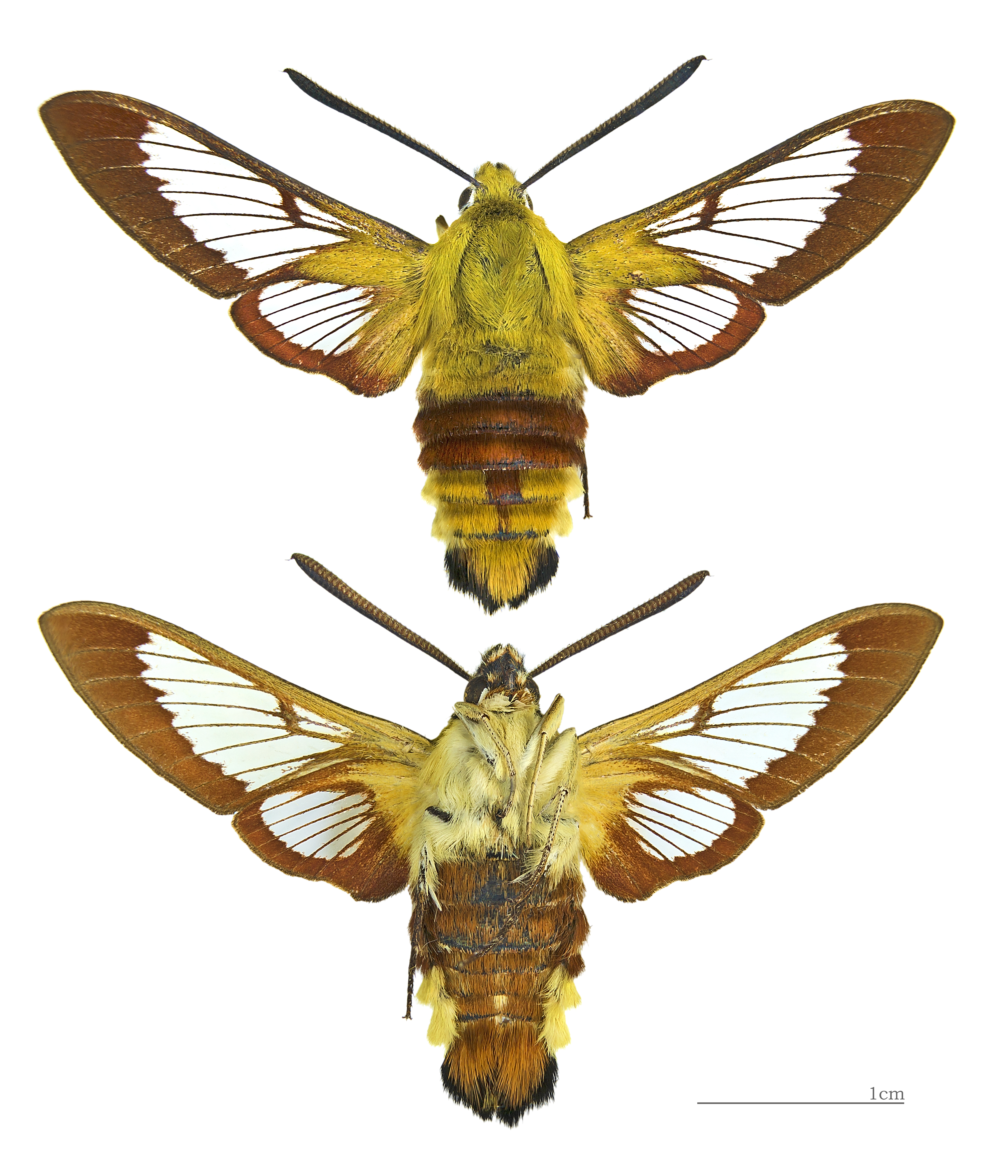
Hemaris

- Subtribul Dilophonotina -  Burmeister, 1878
  - Genul Aellopos - Hübner, 1819
  - Genul Aleuron - Boisduval, 1870
  - Genul Baniwa - Lichy, 1981
  - Genul Callionima - Lucas, 1857
  - Genul Cautethia - Grote, 1865
  - Genul Enyo - Hübner, 1819
  - Genul Erinnyis - Hübner, 1819
  - Genul Eupyrrhoglossum - Grote, 1865
  - Genul Hemeroplanes - Hübner, 1819
  - Genul Himantoides - Butler, 1876
  - Genul Isognathus - C. & R. Felder, 1862
  - Genul Kloneus - Skinner, 1923
  - Genul Madoryx - Boisduval, 1875
  - Genul Nyceryx - Boisduval, 1875
  - Genul Oryba - Walker, 1856
  - Genul Pachygonidia - Fletcher, 1982
  - Genul Pachylia - Walker, 1856
  - Genul Pachylioides - Hodges, 1971
  - Genul Perigonia - Herrich-Schäffer, 1854
  - Genul Phryxus - Hübner, 1819
  - Genul Protaleuron - Rothschild & Jordan, 1903
  - Genul Pseudosphinx - Burmeister, 1856
  - Genul Stolidoptera - Rothschild & Jordan, 1903
  - Genul Unzela - Walker, 1856

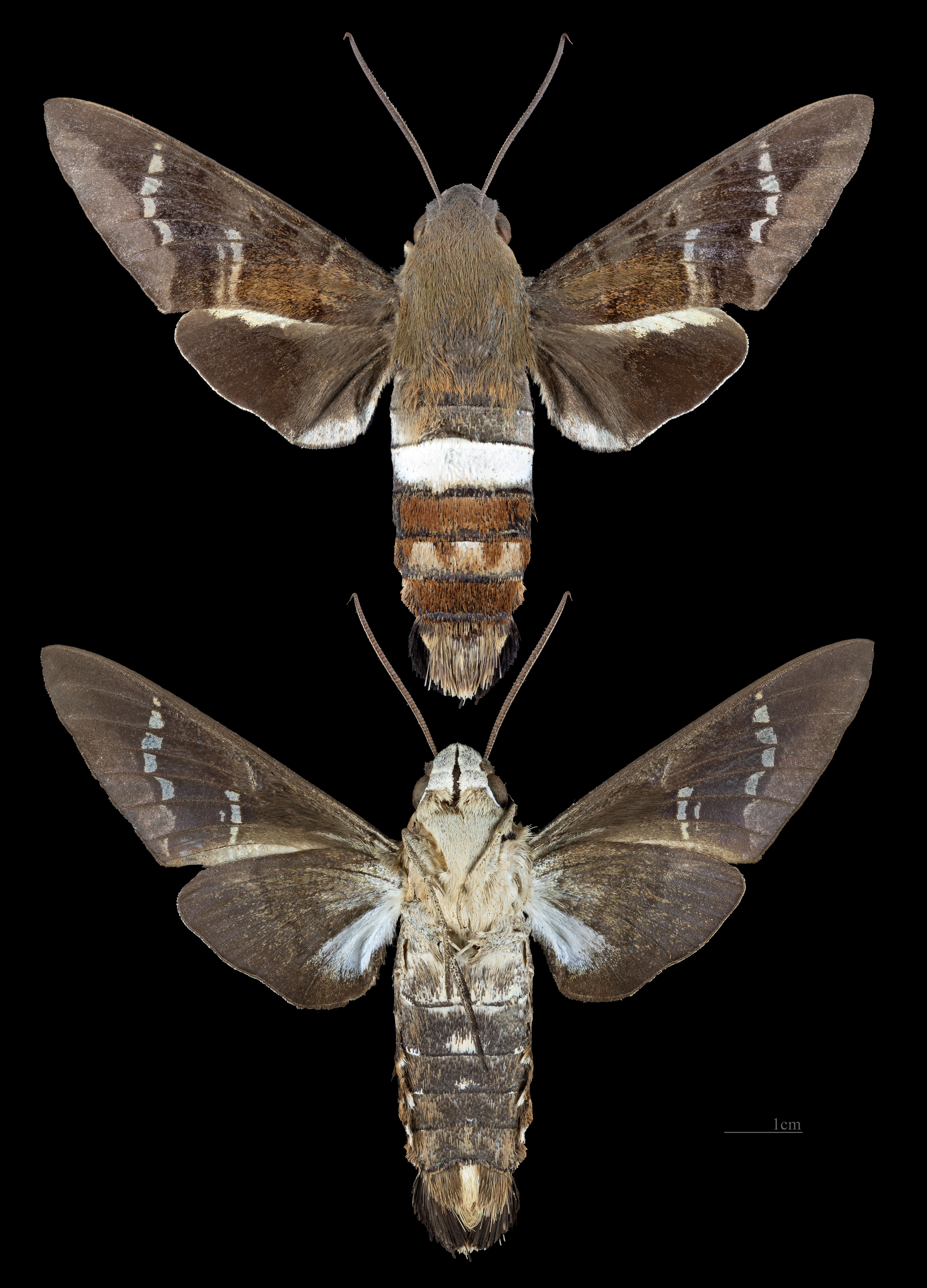
Aellopos
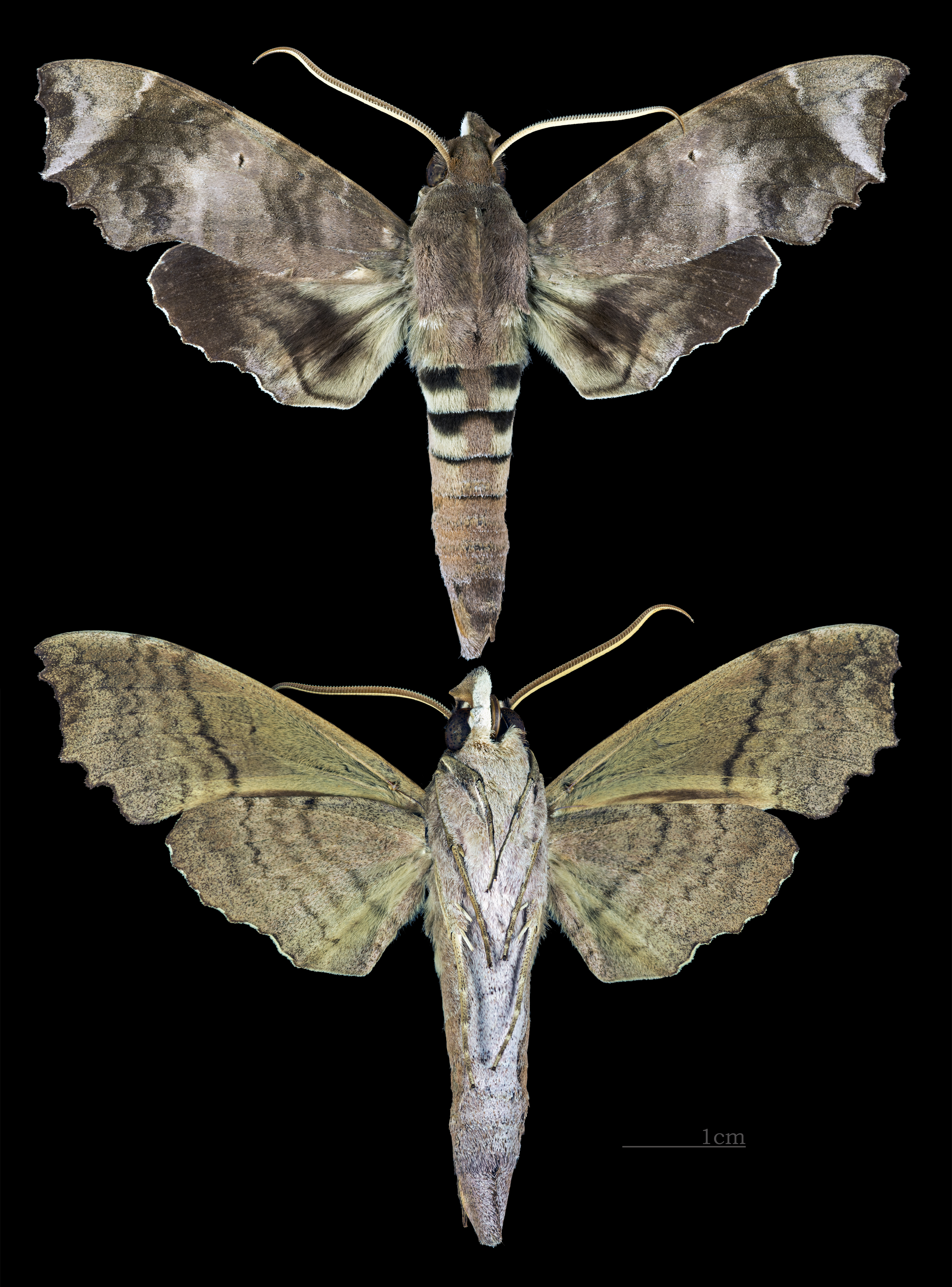
Aleuron
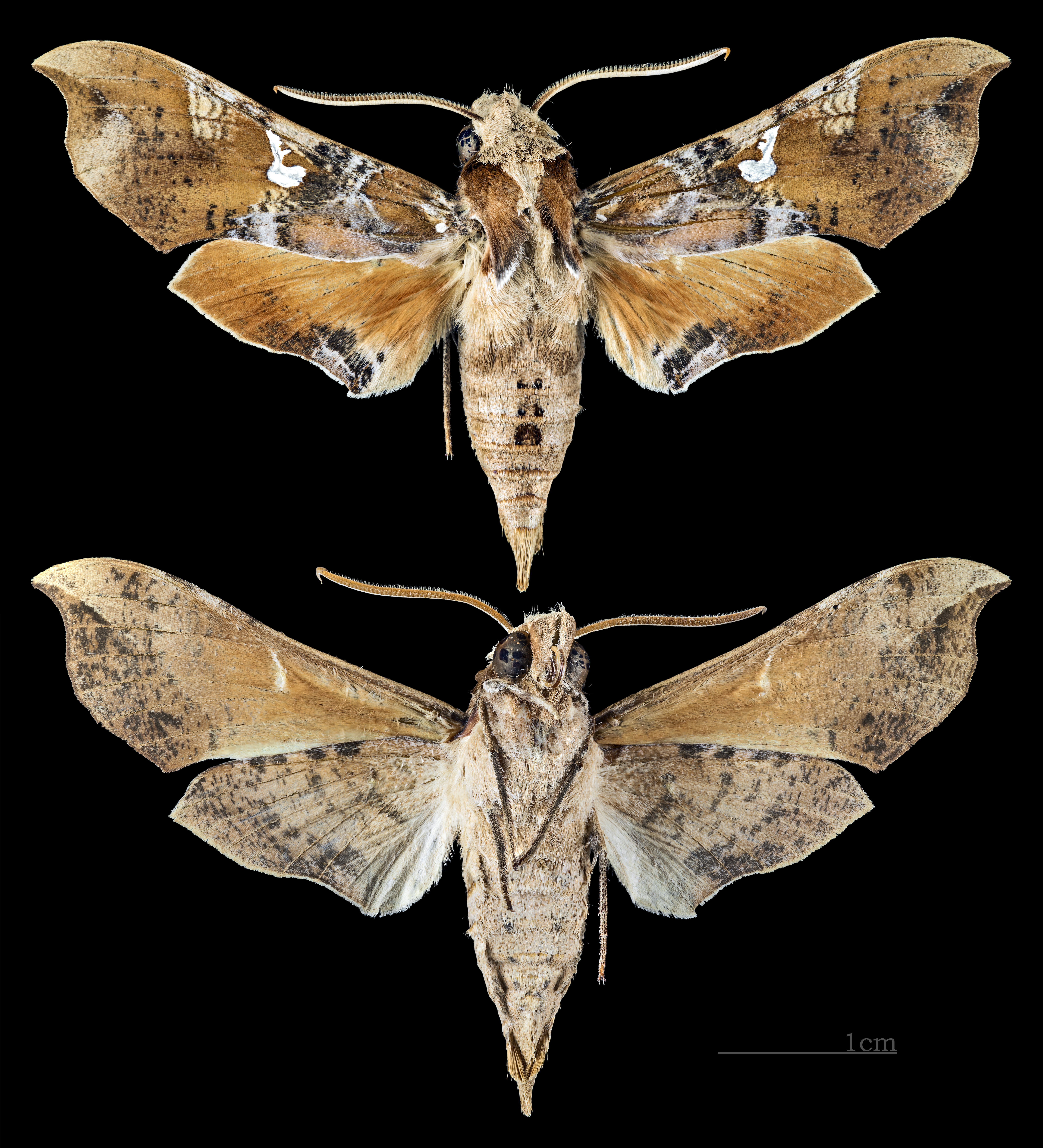
Callionima
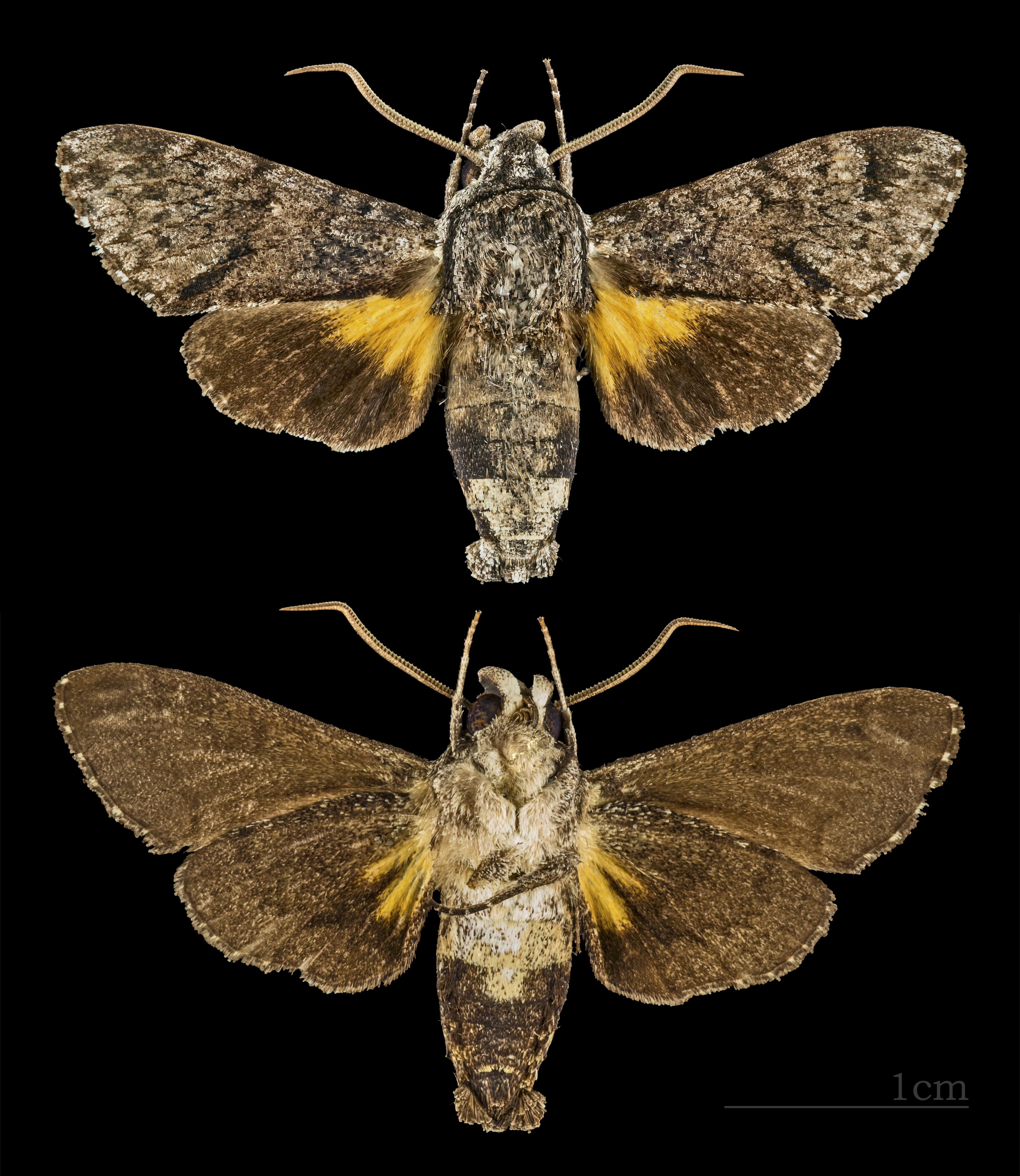
Cautethia
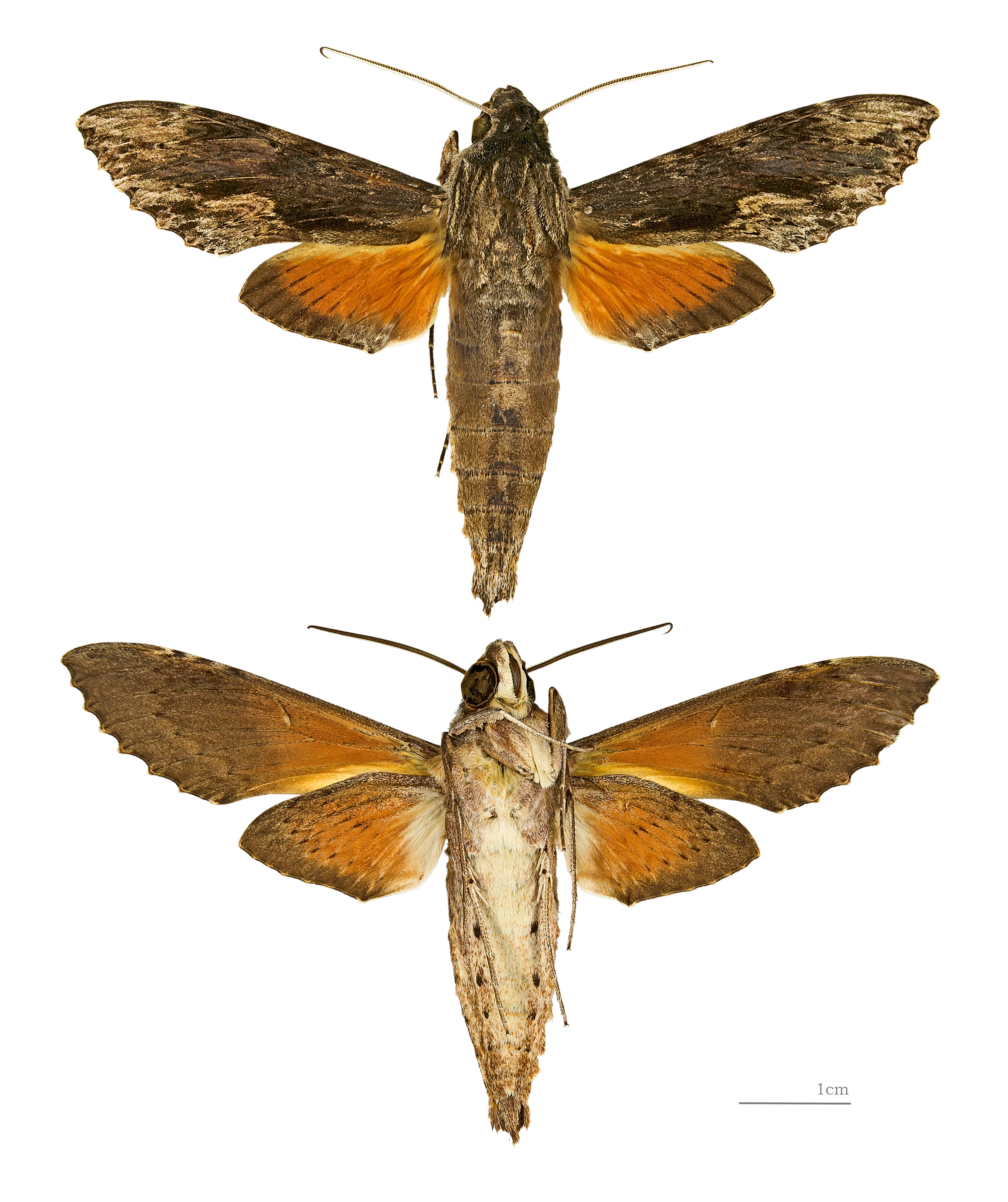
Erinnyis
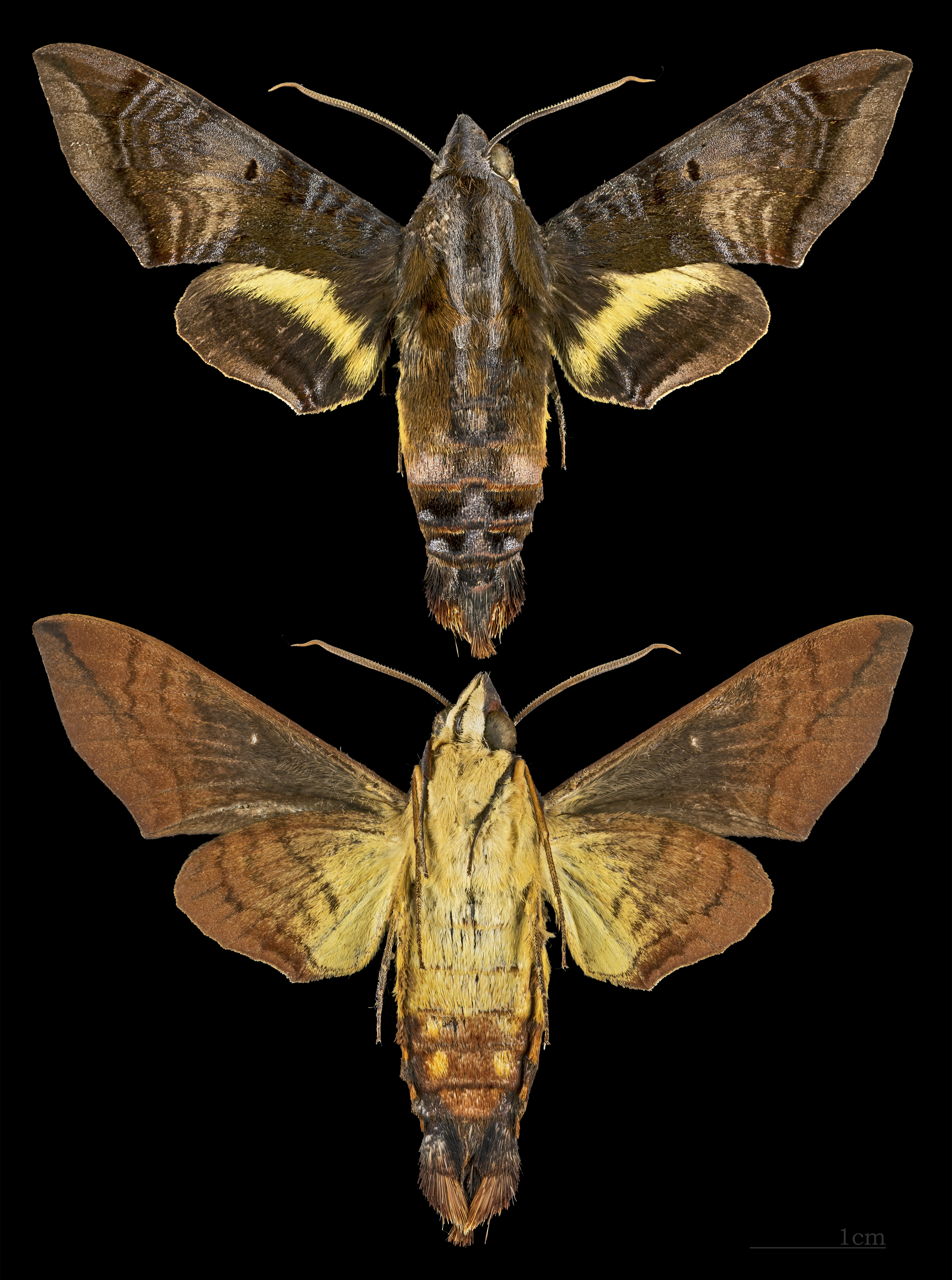
Eupyrrhoglossum
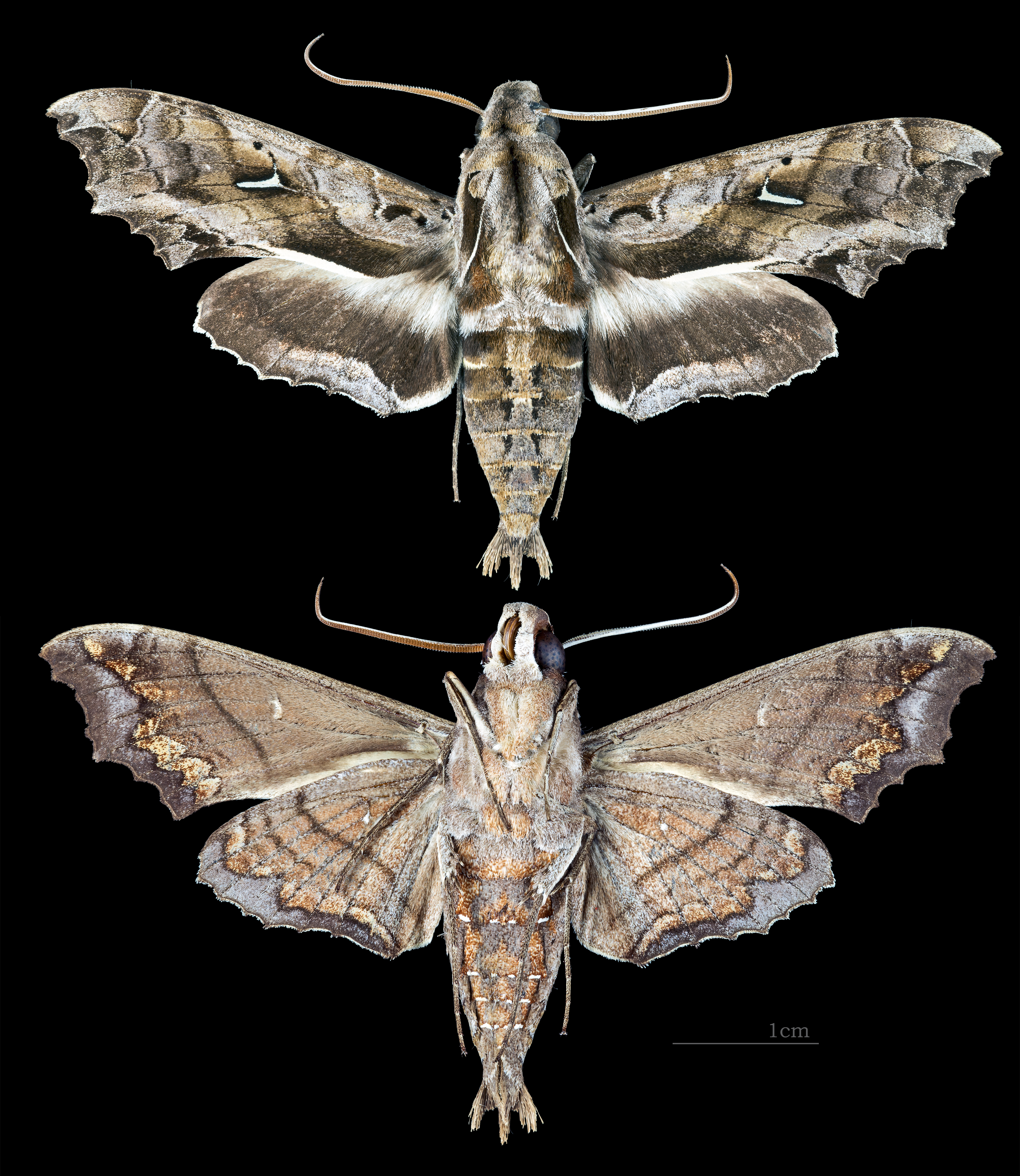
Hemeroplanes
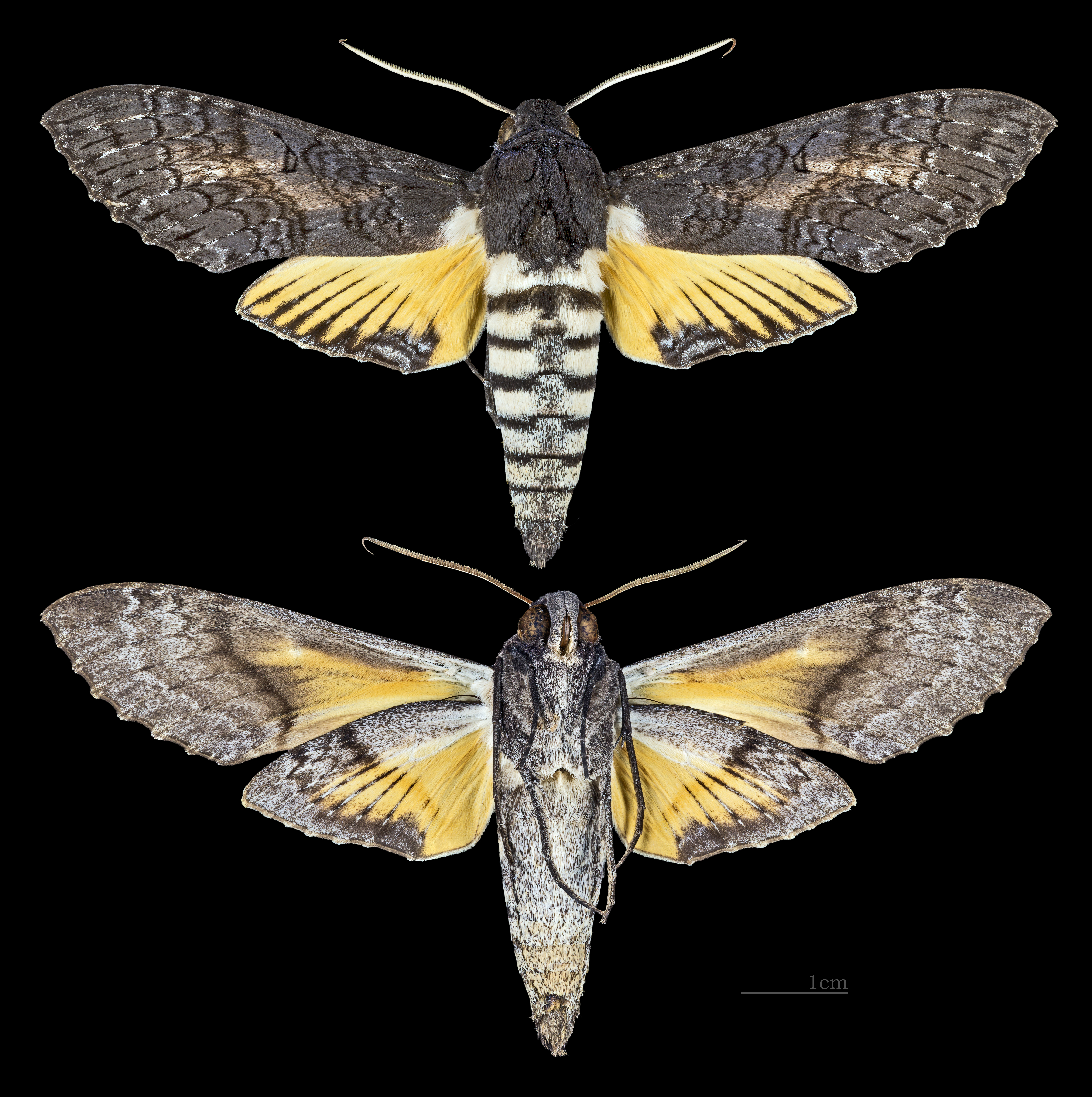
Isognathus
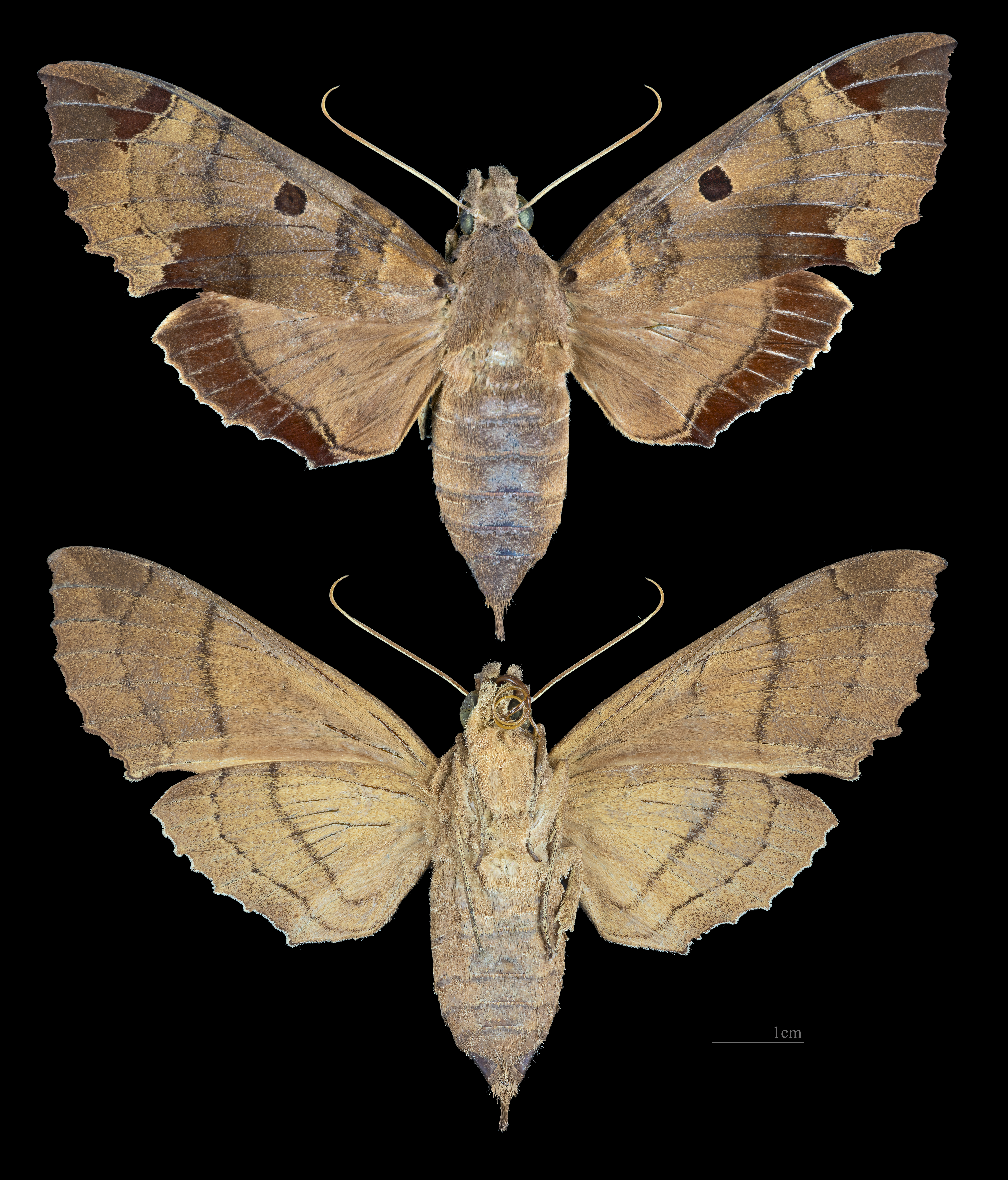
Kloneus
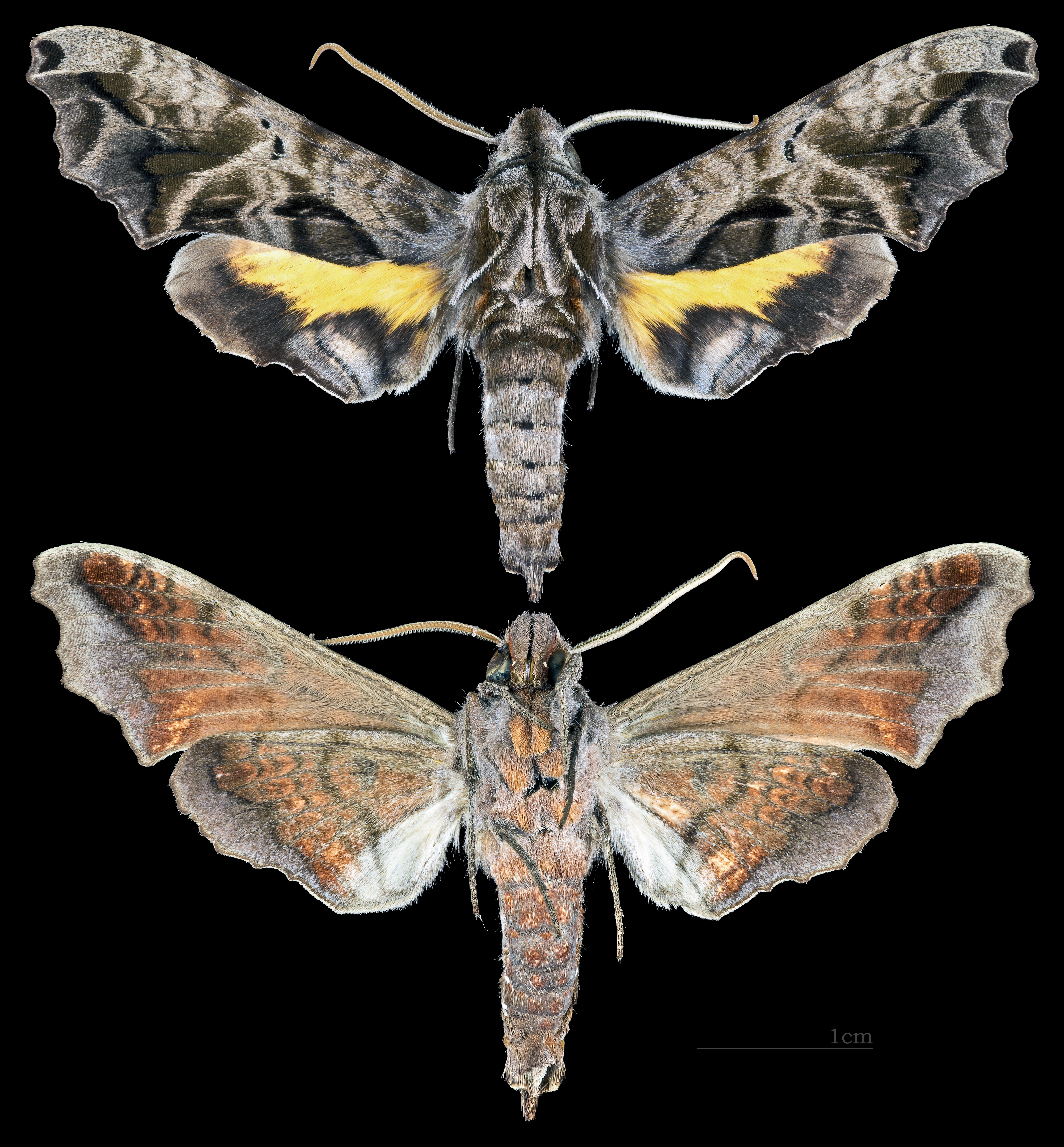
Nyceryx
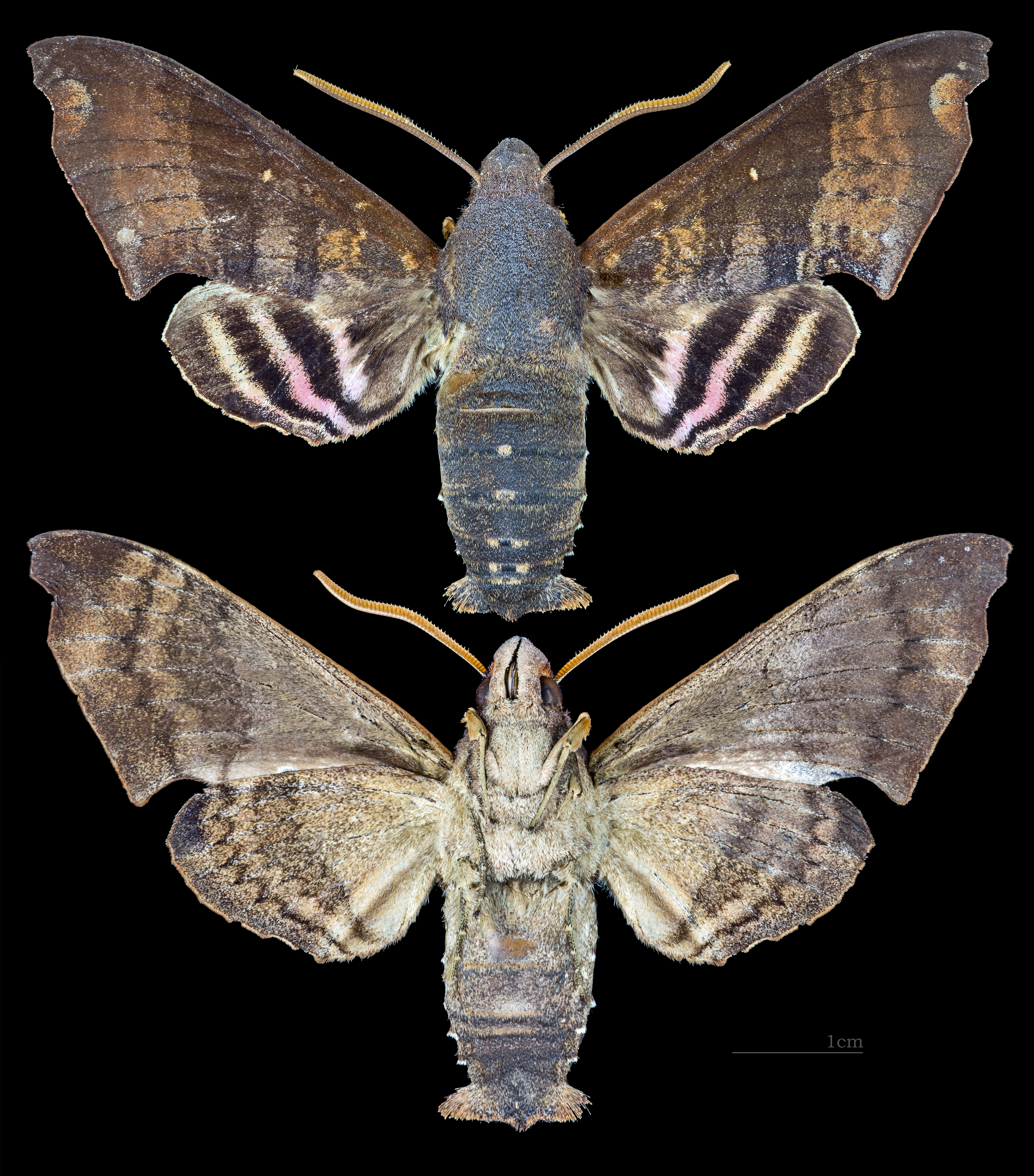
Pachygonidia
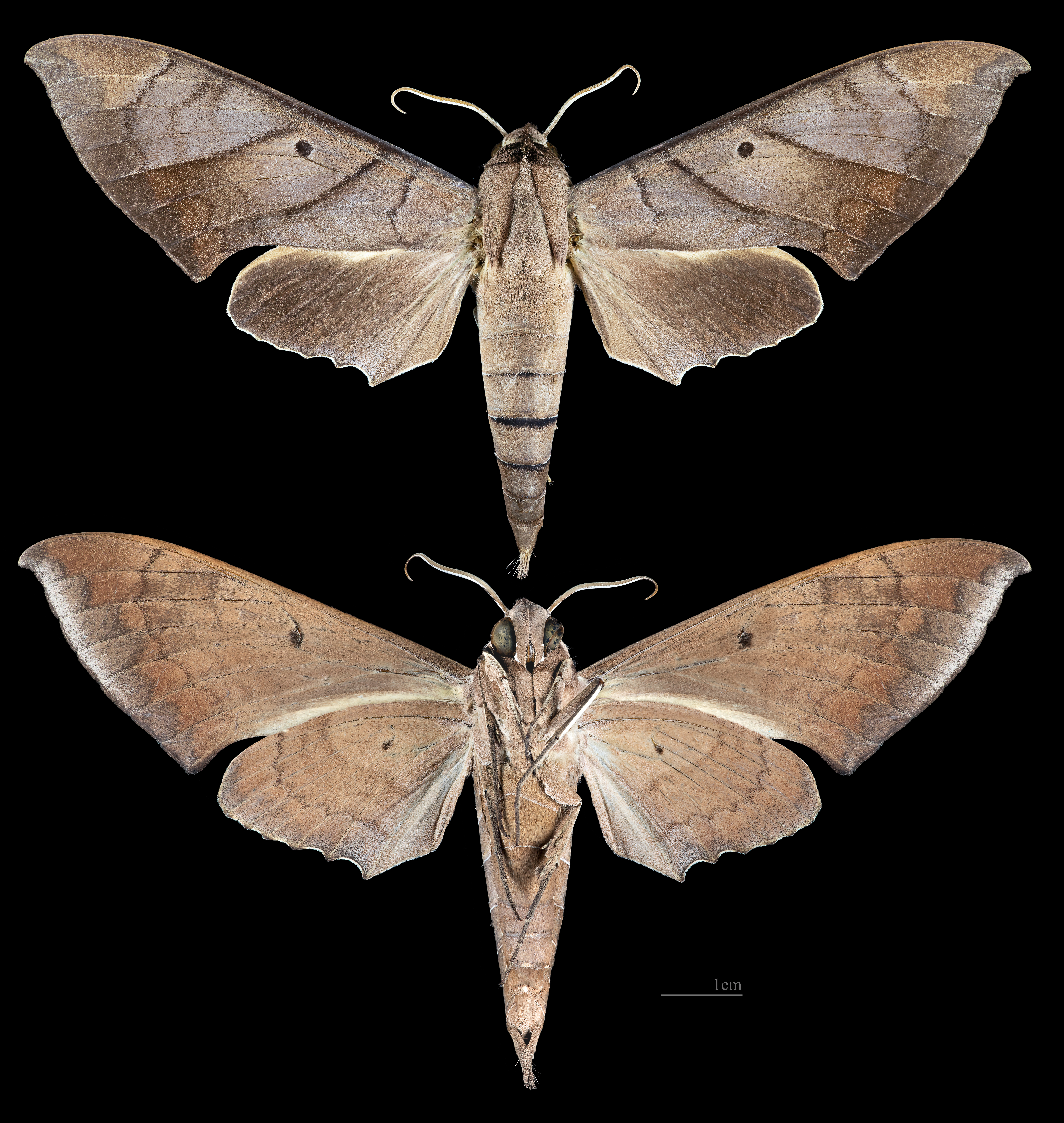
Pachylia
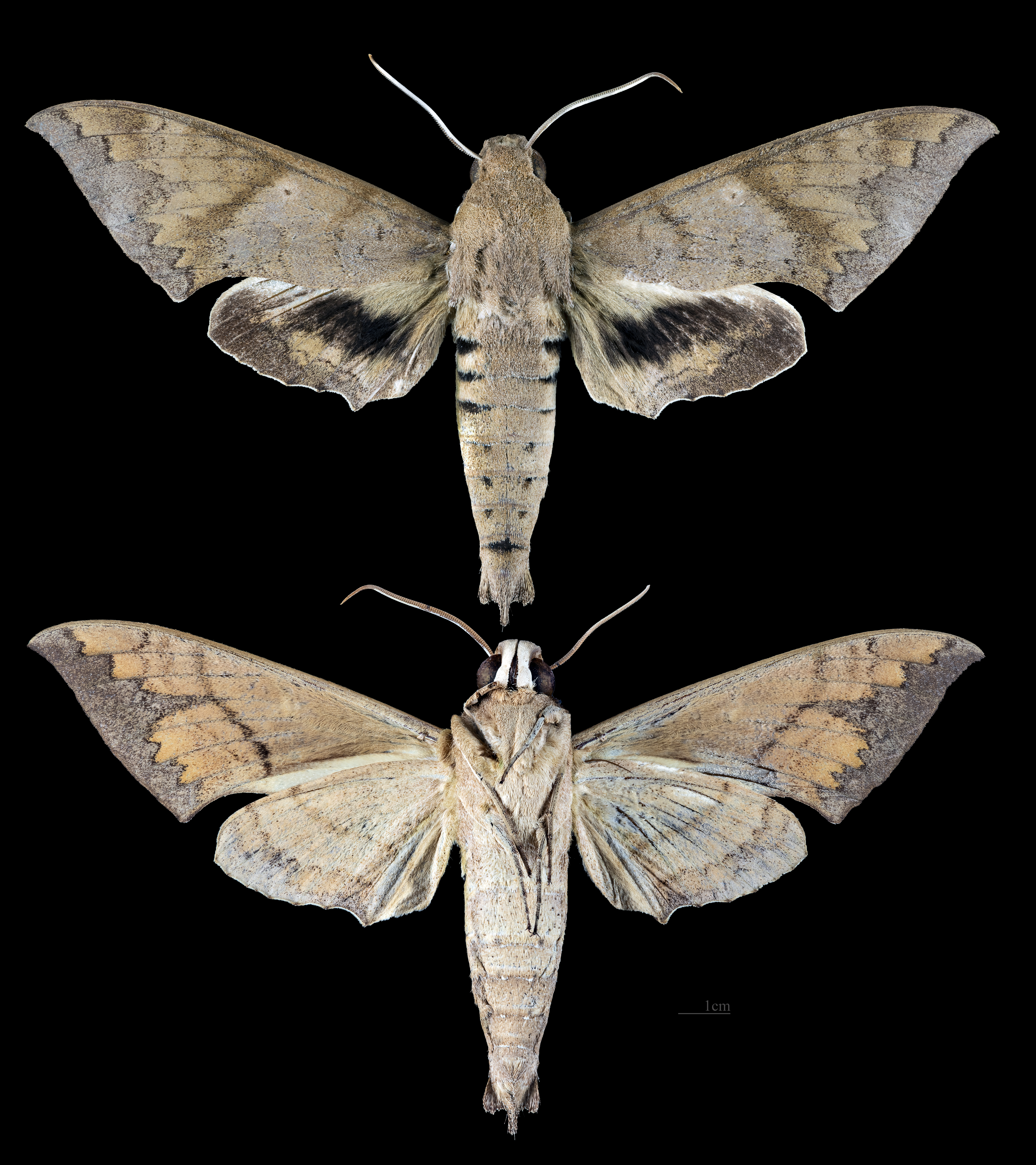
Pachylioides
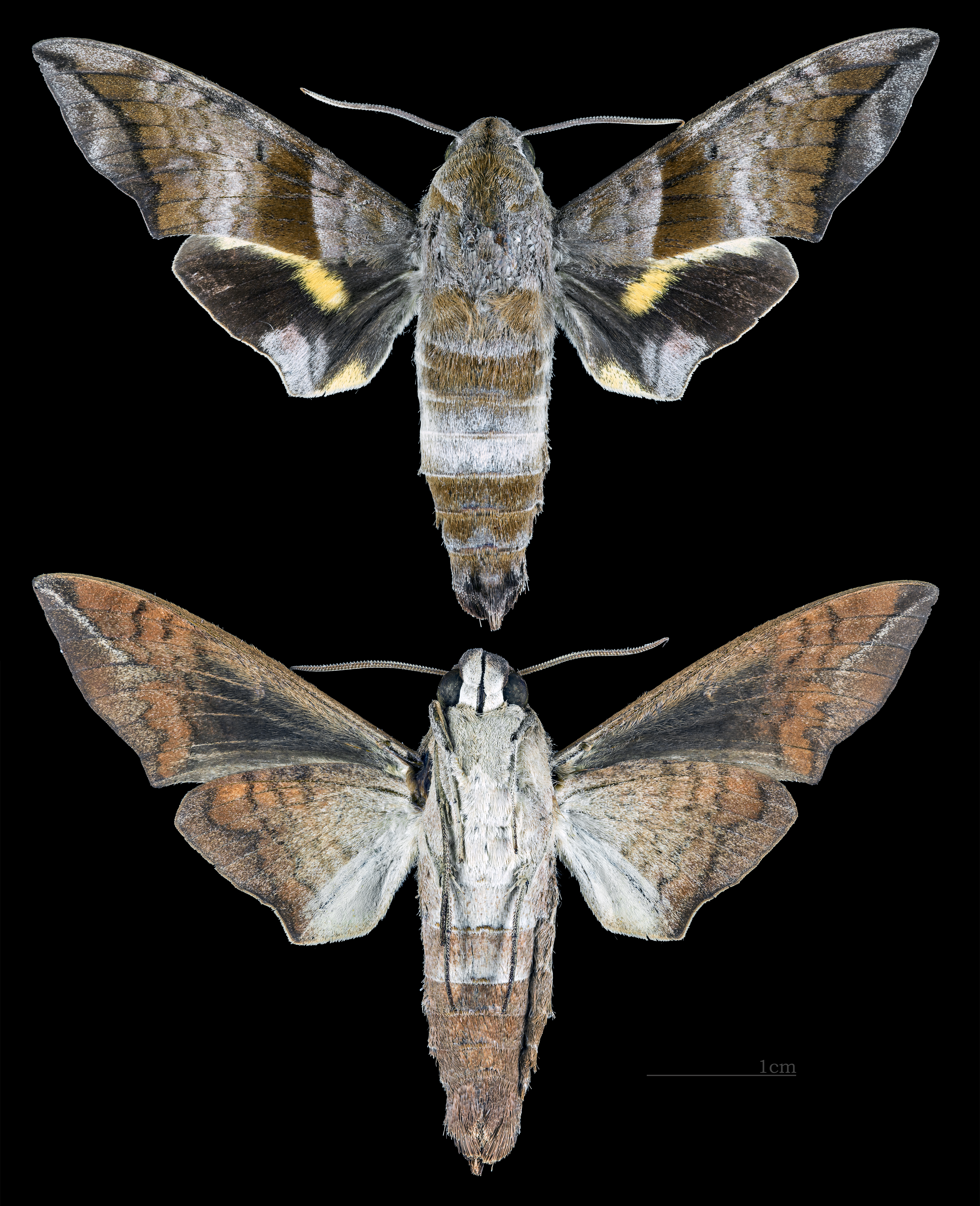
Perigonia
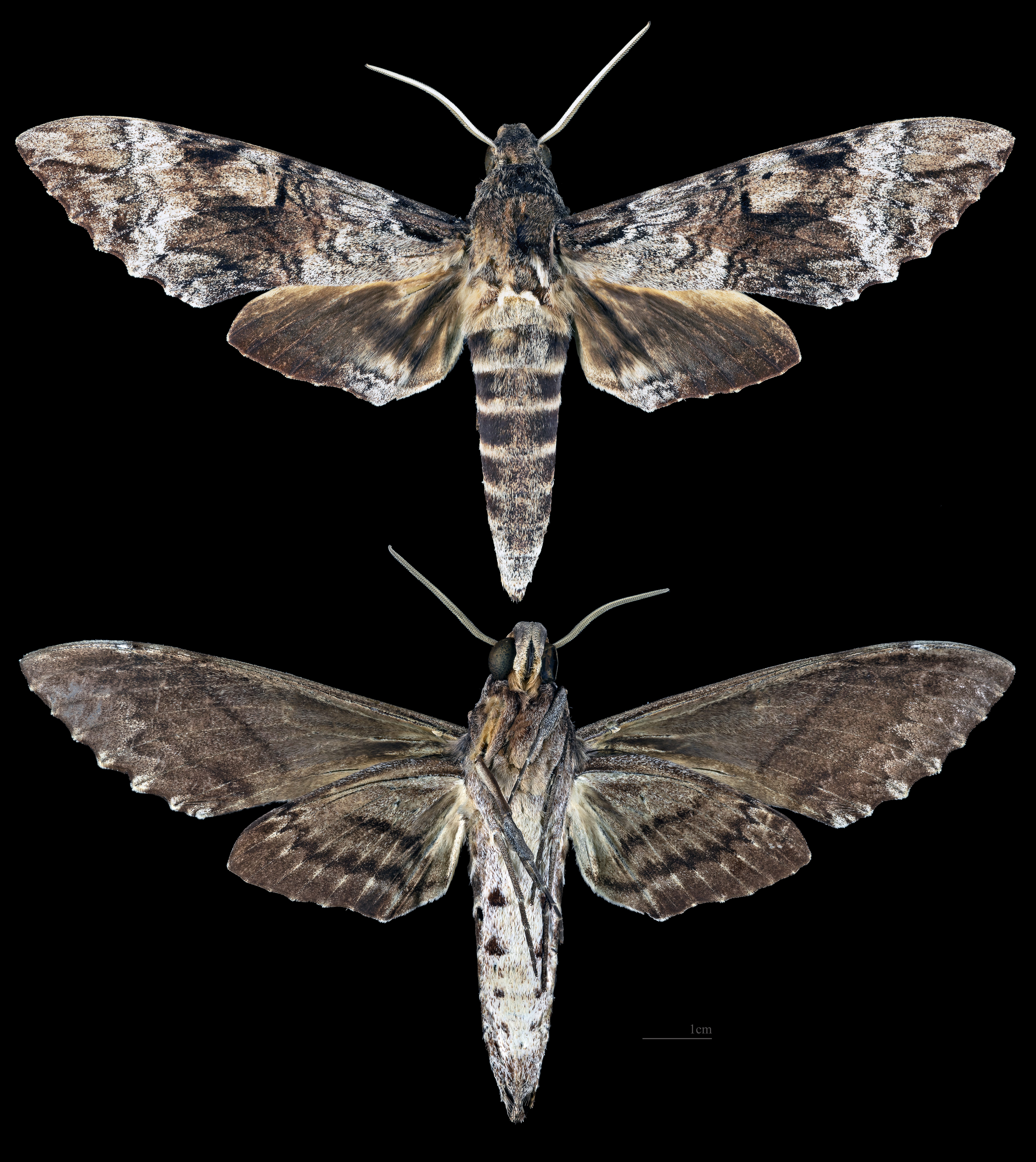
Pseudosphinx
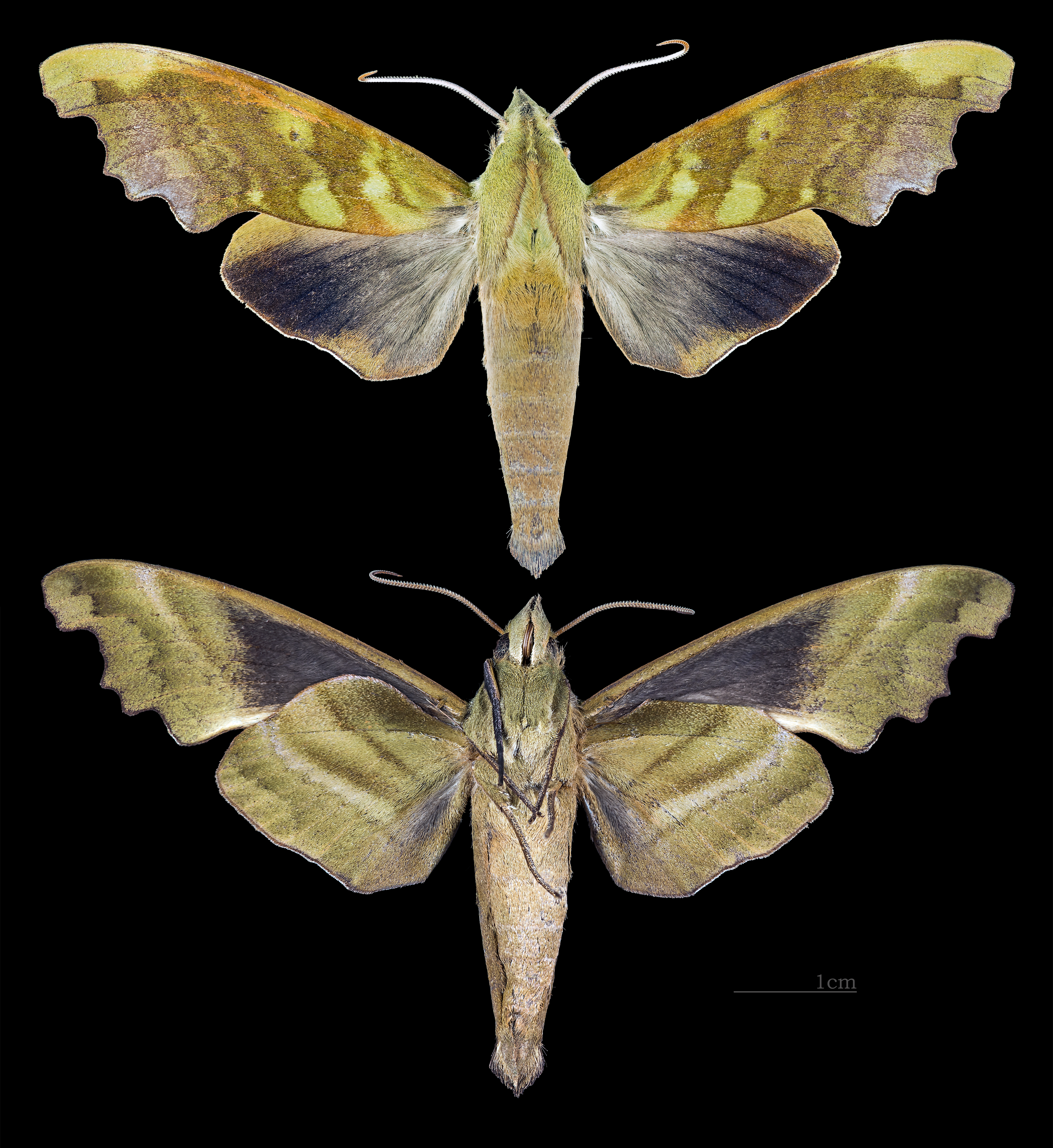
Stolidoptera
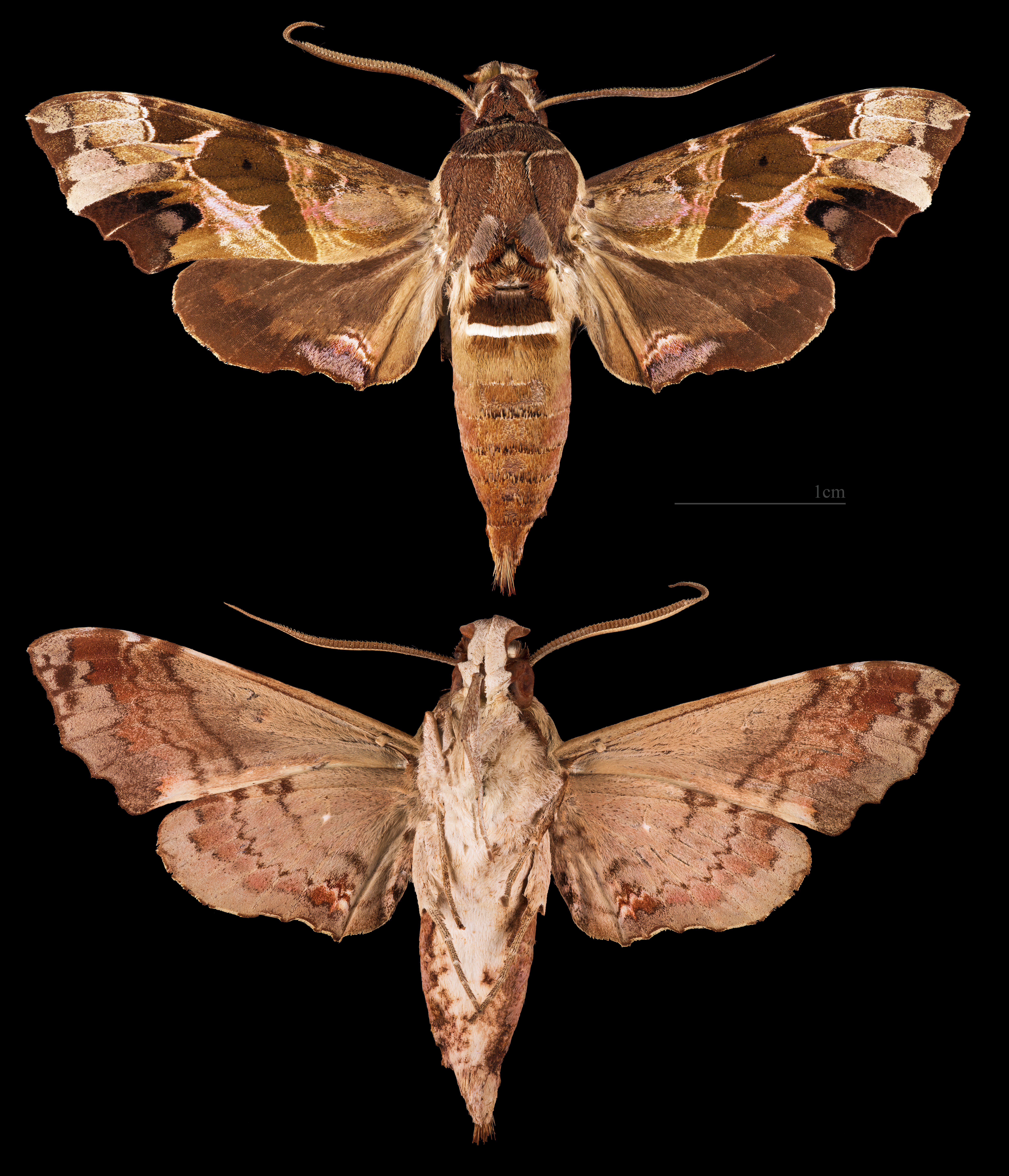
Unzela

- Subtribul Hemarina - Tutt, 1902
  - Genul Cephonodes - Dalman, 1816
  - Genul Hemaris - Dalman, 1816

- Cephonodes
- Hemaris

## Legături externe
Materiale media legate de Dilophonotini la Wikimedia Commons